# Borgabergets naturreservat
Borgabergets naturreservat är ett naturreservat i Askersunds kommun i Örebro län.
Området är naturskyddat sedan 2019 och är 39 hektar stort. Reservatet ligger sydväst om Askersund delvis på berget Borgaberget och består av delar av Lilla Igelsjön och Stora Igelsjön samt barrblandskogar och fuktiga lövsumpskogar.